# گابریل گونزالس ویدلا
گابریل گونزالس ویدلا (انگلیسی: Gabriel González Videla؛ ۲۲ نوامبر ۱۸۹۸ – ۲۲ اوت ۱۹۸۰) یک سیاستمدار اهل شیلی بود. وی از ۳ نوامبر ۱۹۴۶ تا ۳ نوامبر ۱۹۵۲ رئیس‌جمهور این کشور بود.
گابریل گونزالس ویدلا در ۲۲ اوت ۱۹۸۰، در سن ۸۱ سالگی بر اثر ایست قلبی درگذشت.